# Survival of the Illest: Live from 125 NYC
Survival of the Illest: Live from 125 NYC to około 72 minutowa płyta zawierająca nagrania z występów gwiazd z wytwórni Def Jam na Survival of the Illest. Występują na nim Cormega, Onyx, Def Squad (z nimi gościnnie Method Man) i DMX. Została wydana 27 października 1998 roku.
- Nagranie "Ruff Ryders' Anthem" pojawiło się jako dodatkowy utwór na płycie DMX-a "It’s Dark and Hell Is Hot".

## Lista utworów
1. "Dead Man Walking" (Cormega)
2. "Affirmative Action" (Cormega)
3. "Slow Down" (Cormega)
4. "Throw Ya Gunz" (Onyx)
5. "Raze It Up" (Onyx)
6. "Shut 'Em Down" (Onyx)
7. "Last Dayz" (Onyx)
8. "Slam" (Onyx)
9. "React" (Onyx)
10. "Freestyle" (Def Squad)
11. "I Shot Ya" (Def Squad)
12. "Most Beautifullest Thing" (Def Squad)
13. "Whateva Man" (Def Squad)
14. "Pick It Up" (Def Squad)
15. "Get Lifted" (Def Squad)
16. "How High" (Def Squad)
17. "Full Cooperation" (Def Squad)
18. "Intro" (DMX)
19. "F'n' Wit' D" (DMX)
20. "Stop Being Greedy" (DMX)
21. "Money, Power, Respect" (DMX)
22. "4, 3, 2, 1" (DMX)
23. "X-Is Coming" (DMX)
24. "Ruff Ryders' Anthem" (DMX)
25. "Get At Me Dog" (DMX)
26. "Poem" (DMX)